# SELENE
| Infografía de la sonda |                                                                                                  |
|                        |                                                                                                  |
| Datos de la misión     |                                                                                                  |
| Nombre:                | SELENE (o Kaguya)                                                                                |
| Organización:          | JAXA                                                                                             |
| Cohete lanzador:       | H-IIA                                                                                            |
| Tipo de misión:        | 3 orbitadores (1 principal y 2 secundarios)                                                      |
| Destino:               | Luna                                                                                             |
| Lanzamiento:           | 14-09-2007, Tanegashima LC Yoshinobu 30°23′49″N 130°58′46″E / 30.39694, 130.97944                |
| Masa:                  | Lanzamiento (total): 2885 kg Orbitador principal: 1984 kg Orbitadores auxiliares: 50 kg cada uno |
| Duración:              | 1 año                                                                                            |
| Órbitas:               | Principal: circular (100 km) Relay: elíptica (100 x 2400 km) VRAD: elíptica (100 x 800 km)       |

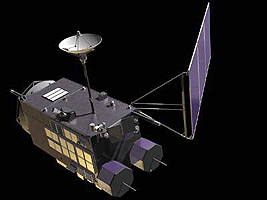
Representación artística de Kaguya.

SELENE fue una sonda japonesa que tenía como objetivo estudiar la Luna. Su nombre es el acrónimo de SELenological and ENgineering Explorer y también es conocida como Kaguya (かぐや o 輝夜, Luz Brillante), nombre escogido por votación popular por ser la princesa Kaguya uno de los personajes de El cuento del cortador de bambú.
La sonda estaba bajo el control de la agencia espacial japonesa JAXA. Estaba previsto que despegara el 16 de agosto de 2007 a bordo de un cohete H-IIA, pero debido a un problema con los condensadores finalmente despegó el 14 de septiembre.
SELENE constaba de un orbitador principal y dos auxiliares; estos fueron inicialmente llamados  Relay Sat y VRAD Sat y, tras haber sido colocados en sus órbitas de trabajo, fueron rebautizados respectivamente como Okina (hombre mayor honorable) y Ouna (mujer mayor honorable). SELENE se situó en su órbita de trabajo el 19 de octubre de 2007 y su misión, hasta su impacto controlado en la superficie lunar el 10 de junio de 2009, duró 1 año y 8 meses.

## Objetivos
JAXA ha calificado a SELENE como "la misión de exploración lunar más ambiciosa en la era post-Apolo".
El objetivo principal de la misión era el estudio global de la Luna, su origen y evolución, la distribución de elementos y minerales en la superficie y subsuelo, el campo gravitatorio, el campo magnético residual y las partículas energéticas y plasma que rodean la Luna. Se pretende, además, encontrar datos que permitan encontrar futuros usos a la Luna.

## Características generales
La misión consta de 3 orbitadores:
- Orbitador principal: en él se encuentran casi todos los instrumentos científicos de la misión, a excepción de los experimentos de ondas de radio, que van parcialmente en el VRAD. La sonda está estabilizada en 3 ejes, mide 210 x 210 x 480 cm y tiene una potencia eléctrica de 3500 vatios.
- Dos orbitadores auxiliares: ambos tiene forma octagonal, unos 50 kg de masa y 100 x 100 x 65 cm. Fueron llevados por el orbitador principal hasta su órbita de trabajo. Estaban estabilizados por giro.
  - VRAD Satellite: experimentos de ondas de radio para determinar el campo gravitatorio y la presencia de iones en la Luna.
  - Relay Satellite: no llevaba experimentos a bordo, sirviendo para facilitar las comunicaciones entre la sonda principal y la Tierra.

## Desarrollo de la misión
Tras el lanzamiento la sonda orbitó la Tierra dos veces antes de partir hacia la Luna. Sobrevoló la Luna a unos 100 km de altura y frenó para quedar en una órbita elíptica. Tras reducir repetidamente su apoastro soltó el Relay Satellite y después el VRAD. La sonda principal continuó reduciendo su apoastro (hasta un total de 6 ocasiones) hasta quedar en una órbita circular a 100 km de altura el 21 de octubre.

### Lanzamiento

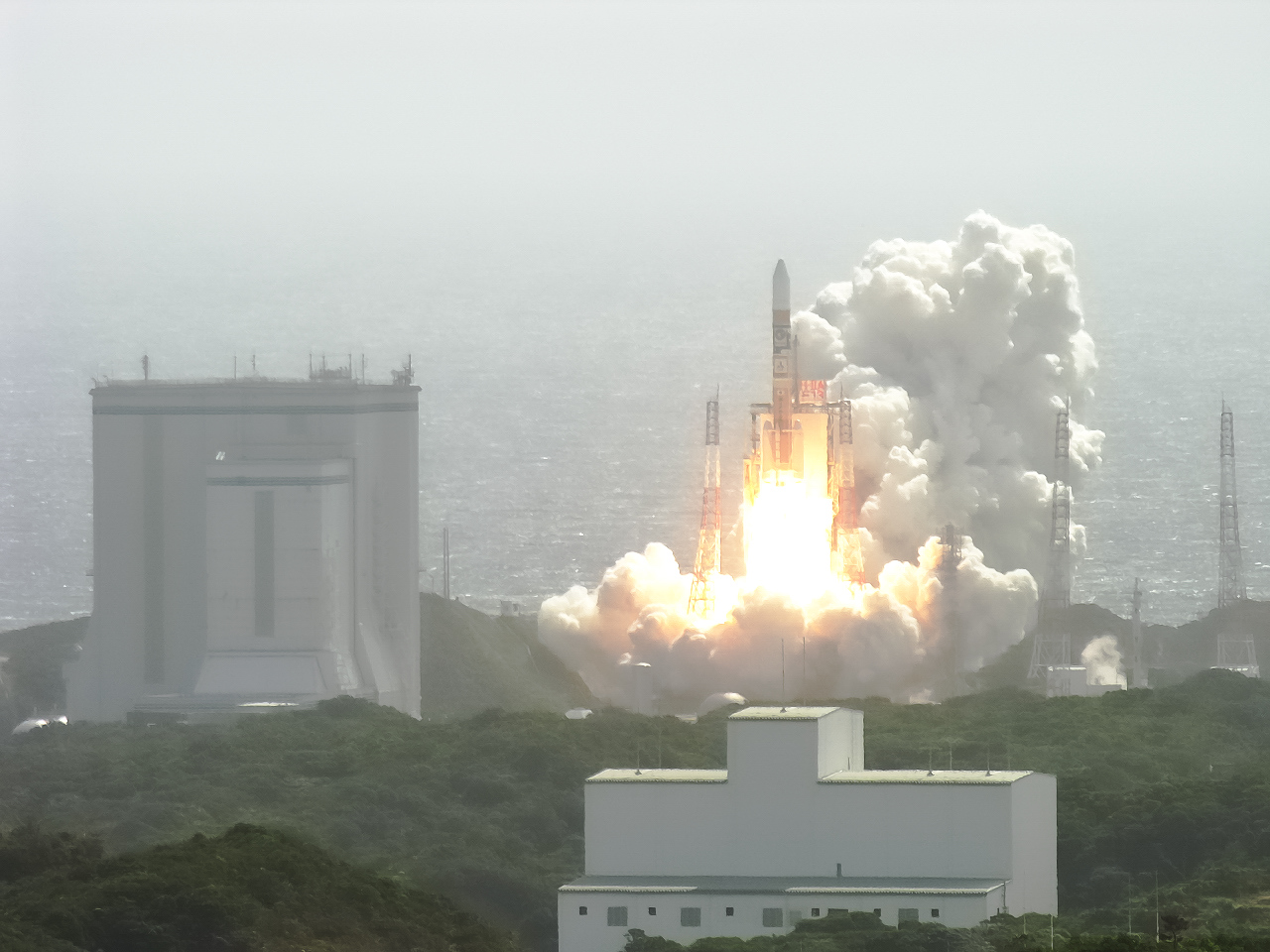
Lanzamiento de la sonda espacial SELENE (o Kaguya).

La sonda SELENE fue lanzada a las 01:31:01 UTC del día 14 de septiembre de 2007 a bordo de un cohete H-IIA desde el Centro Espacial de Tanegashima a una órbita baja terrestre de 281,55 km de perigeo y 232,960 km de apogeo. La masa total en el lanzamiento fue de 3020 kg.
La misión SELENE estaba programada inicialmente para ser lanzada en 2003, pero los fallos del cohete en otra misión y las dificultades técnicas retrasaron el lanzamiento hasta 2007. Su lanzamiento estaba previsto para el  16 de agosto de 2007, pero fue pospuesto debido al descubrimiento de que algunos componentes estaban mal instalados.

### Operaciones lunares
SELENE llegó a la Luna el 3 de octubre de 2007, entrando inicialmente en una órbita polar de 101 km x 11.741 km. El 9 de octubre se lanzó el Relay Satellite a una órbita de aproximadamente 100 km x 2400 km.  El 12 de octubre se lanzó el satélite VLBI a una órbita de aproximadamente  100 x 800 km. Finalmente, para el 19 de octubre, llega el orbitador a una órbita circular de radio aproximadamente 100 km.
JAXA anunció el 31 de octubre de 2007 que Kaguya había desplegado su magnetómetro y el radar, así como otros dos instrumentos. El 21 de diciembre de 2007 Kaguya finalizó la fase de verificación y comenzó las operaciones científicas.
A finales de octubre de 2008 la sonda completó la duración planeada de la misión y comenzó una fase ampliada de la misma. La previsión era que ésta durara hasta marzo de 2009, momento en que se reduciría la órbita hasta una órbita circular de 50 km de altura y después a una órbita elíptica de 20 x 100 km de altura para, finalmente, en agosto de 2009, realizar una colisión controlada contra el satélite. Sin embargo, debido a la degradación de uno de los motores de control, hubo que variar el plan para reducir la órbita a una de 50±20 km el 1 de febrero de 2009. Finalmente, la colisión tuvo lugar a las 18:25 UTC del 10 de junio de 2009.

## Instrumental científico
SELENE consta de 15 instrumentos científicos:
- Distribución de elementos químicos:
  - Espectrómetro de rayos X (XRS): el Sol emite rayos X. Cuando son absorbidos por los elementos estos reemiten la energía a frecuencias determinadas (fenómeno de fluorescencia). Como cada elemento reemite a una frecuencia determinada, es posible averiguar cuáles y en qué proporción están presentes en la superficie lunar.
  - Espectrómetro de rayos gamma (GRS): midió los rayos gamma procedentes de la superficie lunar. Su objetivo era detectar elementos radiactivos (uranio, torio, potasio, etc.) gracias a que cada uno de ellos emite a energías diferentes.
- Distribución de minerales:
  - Cámara multibanda (MI): capaz de tomar 9 imágenes en el visible e infrarrojo cercano. Como el aspecto de cada mineral varía en función de la longitud de onda, es posible determinar cuáles de ellos están presentes y en qué cantidad.
  - Perfil espectral (PS): tomó espectros en el visible e infrarrojo cercano. Como el espectro de cada mineral varía en función de la longitud de onda, es posible determinar cuáles de ellos están presentes y en qué cantidad.
- Estructura de la superficie y del subsuelo:
  - Cámara de terreno (TC): para la obtención de imágenes de alta resolución (10 metros) en modo estéreo.
  - Radar lunar penetrador (LRS): enviaba pulsos de radar a la superficie lunar. A partir de los ecos de radar recibidos se puede obtener información de las capas del subsuelo hasta una profundidad de unos cuantos kilómetros.
  - Altímetro láser (LALT): enviaba pulsos laser a la superficie lunar. A partir del tiempo que tardan en volver a la sonda se puede determinar la distancia recorrida y, por lo tanto, la altura del terreno.
- Entorno lunar:
  - Magnetómetro lunar (LMAG): estudio del campo magnético lunar.
  - Espectrómetro de partículas cargadas (CPS): estudio de las partículas alfa provenientes de la Luna, así como de los rayos cósmicos.
  - Experimento de composición y energía de plasma (PACE): estudio de la distribución tridimensional de los electrones e iones de baja energía cerca de la Luna.
  - Ciencia de radio (RS): envío de señales de radio desde el VRAD y recepción por la sonda principal. La presencia de iones alrededor de la Luna causa una leve desviación de la fase de la señal, que permitirá estudiar dichos iones.
  - Cámara de alta atmósfera y plasma (UPI): estudio de la ionosfera y magnetosfera terrestre desde la órbita lunar.
- Campo gravitatorio lunar:
  - Experimento Doppler (RSAT): estudio de la distribución de la masa en la Luna gracias a las perturbaciones orbitales experimentadas por el orbitador principal. Estas perturbaciones se detectan gracias a un detector Doppler de 4 vías.
  - Experimento VLBI (VRAD): estudio detallado del campo gravitatorio lunar gracias a las perturbaciones orbitales experimentadas por el orbitador principal y los dos auxiliares. Dichas perturbaciones se detectan por la técnica VLBI (Very Long Baseline Interferometer).
- Cámaras de alta definición:
  - Televisión de alta definición (HDTV): toma de fotografías y video de la Luna y la Tierra.

## Resultados
- Los datos proporcionados por Kaguya han permitido establecer por primera vez la presencia de simas profundas en la Luna y de uranio en la superficie lunar, abriendo la posibilidad de utilizar el elemento en hipotéticas futuras centrales nucleares lunares que proporcionen energía a asentamientos habitados en la superficie del satélite. El anuncio del descubrimiento se hizo en la 40.ª Conferencia Lunar y Planetaria y en la revista Proceedings of the International Workshop Advances in Cosmic Ray Science.[12]

## Siguientes misiones
Japón tenía en preparación otra sonda lunar, la LUNAR-A, que debió ser lanzada antes que SELENE. Sin embargo se ha visto varias veces retrasada por problemas presupuestarios y en la actualidad se da por cancelada.
JAXA espera que SELENE sea la base sobre la que pueda construir toda una serie de futuras sondas lunares. Ha solicitado presupuesto para lanzar una misión SELENE-2 -que está en estudio- y se espera que conste de una sonda de aterrizaje, un orbitador de comunicaciones y un penetrador. Se está estudiando, además, la posibilidad de incluir un vehículo todoterreno. Si todo va según lo previsto estaría lista para despegar hacia 2018. Para más adelante JAXA propone el envío de una SELENE-3 que sería una misión de recogida de muestras (además de un todoterreno). A largo plazo, no antes de 2020, se enviarían misiones tripuladas.